# Radiofonia
Radiofonia – system zorganizowanego rozpowszechniania audycji dźwiękowych przeznaczonych do odbioru przez słuchaczy za pomocą odbiorników radiofonicznych.
Radiofonia publiczna realizuje misję publiczną, oferując całemu społeczeństwu i poszczególnym jego częściom, zróżnicowane programy i inne usługi.